# Midó de kudzu

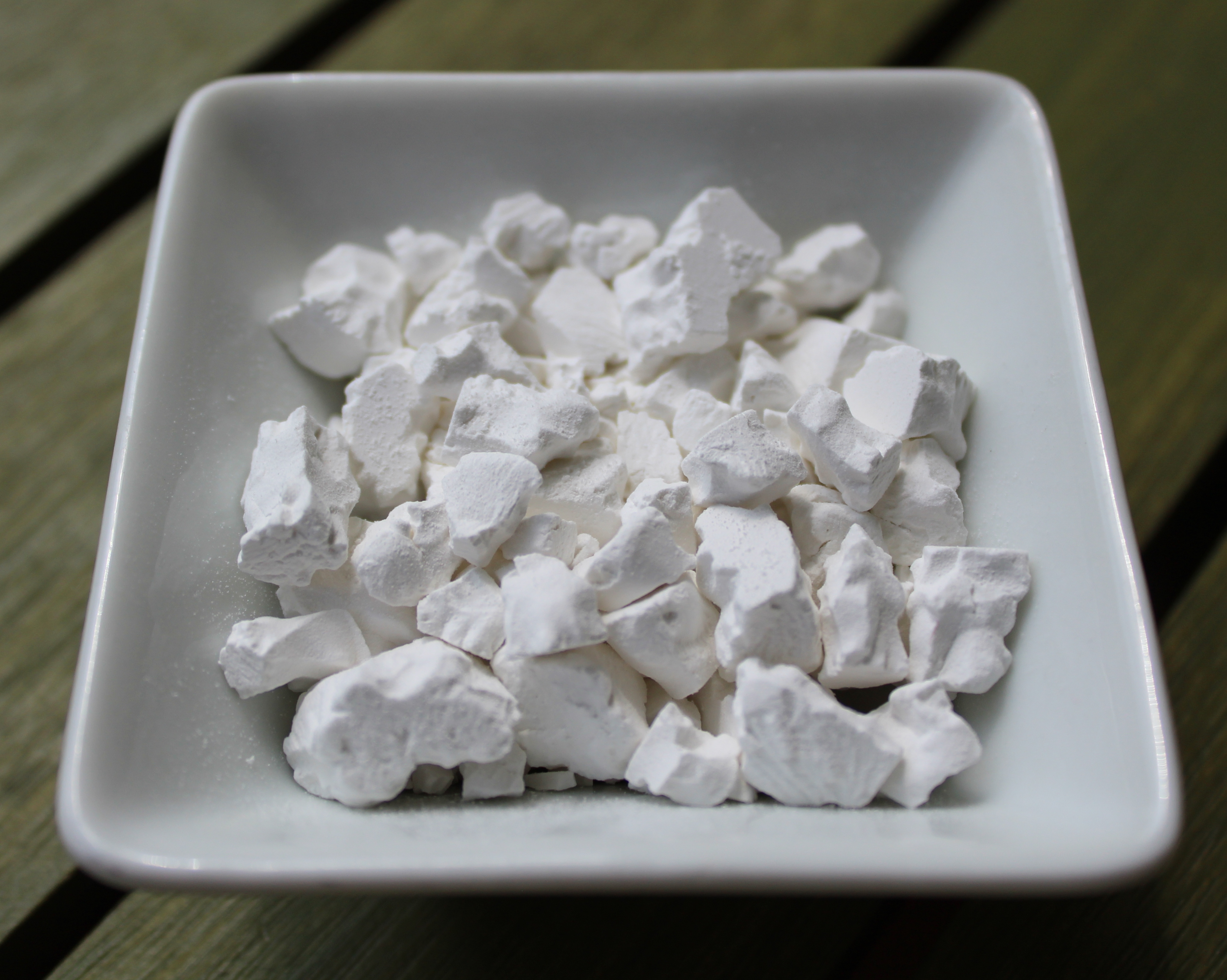
Midó de kudzu

El midó de kudzu o kuzu o kuzuko (Pueraria montana var. lobata), originari de la Xina i del Japó, és el subproducte obtingut de les arrels d'aquesta planta, que poden arribar a dos metres de profunditat.
Aquestes arrels, superiors a les d'altres espècies, són moltes, rentades i assecades durant noranta dies.
Segons la medicina xinesa, està descrit com antipirètic, sudorífic, en cas de febre, estats gripals, dolors d'estòmac, problemes intestinals i antivomitiu. També com està recomanat pel mal de coll, dolor d'ulls, afavoreix la desintoxicació per alcohol i ajuda a reduir la seva addicció. Resulta beneficiós tant per a casos de restrenyiment com de diarrea. Té un alt contingut d'isoflavones. Actualment també s'ha comprovat la seva efectivitat amb el sistema cardiovascular i cardiocerebral, angina de pit, migranyes, mal de cap, insomni i l'hipertensió, entre d'altres.
Cada dia s'utilitza més aquest midó a la cuina. La majoria de les preparacions medicinals que contenen midó de kudzu que s'utilitza avui al Japó contenen sucre. Tot i que s'utilitza per fer infusions, amanides, salses, sopes, fregits, postres... La seva popularitat es va estendre amb la cuina macrobiòtica.